# Westland WS-51 Dragonfly
Westland WS-51 Dragonfly je enomotorni batni gnani vojaški helikopter. Dragonfly je licenčno proizvajani ameriški Sikorsky S-51. Helikopter se je uporabljal tudi v civilne namene. 
Leta 1946 so Westland Aircraft in Sikorsky dogovorili za licenčno proizvodnjo S-51. Za pogon so izbrali britanski bencinski zvezdasti motor Alvis Leonides z močjo 500 KM. Zgradili so tudi modificirani verzijo Sikorsky H-5, ki pa ni bila komercialno uspešna.

## Specifikacije (Dragonfly HR.1)
- Posadka: 1 pilot
- Kapaciteta: 3 potniki
- Dolžina: 57 ft 6½ in (17,54 m)
- Premer glavnega rotorja: × 48 ft 0 in (14,63 m)
- Površina glavnega rotorjja: 1809,56 ft2 (168,11 m2)
- Višina: 12 ft 11½ in (3,95 m)
- Prazna teža: 4380 lb (1987 kg)
- Gros teža: 5870 lb (2663 kg)
- Motor: 1 × Alvis Leonides 50 bencinski zvezdasti motor, 540 Km (403 kW)

- Maks. hitrost: 95 mph (153 km/h)
- Dolet: 300 milj (483 km)
- Višina leta (servisna): 12400 ft (3780 m)